# Astalavista.box.sk

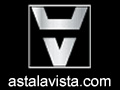
Astalavista

astalavista.box.sk fue un buscador de internet relacionado con la seguridad. Inició sus servicios en 1994, teniendo su sede en Košice, Eslovaquia.

## Características
Este sitio era conocido por referenciar a otros que poseen spyware y virus, por lo cual se conoce que la información obtenida a partir de los enlaces, archivos descargados o información obtenida a través del sitio puede ser considerada como spyware, adware u otro tipo de programas no deseados.
Actualmente este sitio está cerrado.
El nombre «Astalavista» procede de la frase de Terminator 2, «hasta la vista, baby». Se especuló con que el nombre de la web podría ser una mofa del buscador de Internet AltaVista, aunque este fue creado un año después, en 1995.